# Tronstriden
Tronstriden – Maktkampen i Industrivärden är en svensk facklitterär bok, utgiven år 2016, som skildrar händelserna i de svenska storföretagen SCA och Industrivärden samt företagsbanken Svenska Handelsbanken under 2014 och 2015, och spelet bakom industrinestorn Sverker Martin-Löfs fall. Boken porträtterar även finansmannen Fredrik Lundberg, som grep makten i Industrivärden. Författare är ekonomijournalisten Jens B. Nordström.
Boken gav upphov till en pressetisk debatt, då den påvisade flera fel i de artiklar Svenska Dagbladet publicerat om den så kallade SCA-skandalen. Framför allt fick Svenska Dagbladets användande av anonyma källor kritik. Boken fick goda recensioner i bland annat Norrköpings Tidningar och Skaraborgs Allehanda.